# Norma Morandini
Norma Elena Morandini (Córdoba, 31 de marzo de 1948) es una periodista y política argentina  que milita en el partido Frente Cívico de Córdoba, que forma parte del frente Juntos por el Cambio. Se desempeñó como diputada nacional de 2005 a 2009 y como senadora nacional por su provincia natal entre 2009 y 2015. Cuando concluyó su mandato como senadora se desempeñó como directora del Observatorio de Derechos Humanos del Senado argentino.

## Biografía
Durante la época de la dictadura militar iniciada en 1976 debió abandonar el país por tener a dos hermanos detenidos por ser parte de una de la agrupación Montoneros.
Emigró a España, donde se desempeñó como periodista y corresponsal en el extranjero de la revista española Cambio 16.
Se integró al partido Frente Cívico de Luis Juez, fue elegida diputada de la provincia de Córdoba para el período del 10 de diciembre de 2005 al 10 de diciembre de 2009 y en esta última fecha fue elegida senadora nacional por la misma provincia con mandato por seis años en la lista encabezada por Luis Juez.
El 11 de junio de 2011 el Congreso del Partido Socialista la proclamó como candidata a la vicepresidencia de la Nación, en la fórmula que encabeza el gobernador de Santa Fe Hermes Binner para las elecciones presidenciales argentinas de octubre de 2011. Dicha candidatura se hizo en representación del Frente Amplio Progresista, agrupación creada y presentada públicamente en la ciudad de Buenos Aires en junio de 2011. Además de por el Partido Socialista, el Frente Amplio Progresista estaba formado por varias otras agrupaciones: Frente Cívico, Generación para un Encuentro Nacional, Buenos Aires Para Todos, Movimiento Libres del Sur, Corriente Nacional por la Unidad Popular y otros.
Al concluir su mandato como senadora en 2015 y al asumir Gabriela Michetti como vicepresidenta de la Nación, Morandini fue designada como directora del Observatorio de Derechos Humanos del Senado de la Nación, en reemplazo de la también exsenadora Elena Corregido.

## Opiniones
En La oscuridad como marca, Norma Morandini señala que si bien los golpes militares en América del Sur se basaron en la Doctrina de la Seguridad Nacional, sus diversas formas de encarar los conflictos sociales, políticos y económicos respondían a las tramas culturales de la sociedad de cada país. Morandini observa que la dictadura en la Argentina fue la más cruel en cuanto a los métodos de desaparición de todo lo disfuncional y, por otra parte, fue el país que sobresalió a la hora de condenar a los militares. Luego de preguntarse por qué solamente en Argentina hubo campos de concentración, Morandini se plantea:

Si la represión es inherente al poder, la forma como se expresa desnuda el alma política de un país, esos aspectos escondidos debajo de la apariencia de normalidad. ¿Qué parte oscura proyectó la sociedad argentina en los campos de concentración?

La autora ve en el juicio a los represores el primer intento de romper con la soledad y el aislamiento al que fue sometida la sociedad durante el Proceso pero advierte que la revisión del pasado dictatorial requiere que se diluciden esas cuestiones.
En 2014, Morandini sostuvo que Argentina era el único país de Latinoamérica que tuvo desaparecidos.

Si hay algo que nos diferencia de las dictaduras del resto del continente sudamericano es que el nuestro es el único lugar en donde hubo desaparecidos, es el único lugar en donde hubo una maquinaria de terror donde se ocultó a los cadáveres precisamente para no dejar huellas y después decir que ahí no había pasado lo que pasó. Tendríamos que preguntarnos por qué no hubo desaparecidos en Chile, en Uruguay, en Brasil y sí los hubo en la Argentina.

## Medios de comunicación

### Televisión
- Ideó y condujo el programa Paradojas y Código N en Canal 7. En 2000 fue nominada al premio Martín Fierro a la «Mejor conducción periodística en televisión» por Paradojas - Tierra de periodistas.[7]
- Columnista de TN, canal de noticias de Artear.
- Ideó y condujo el programa Temas & Debates, en TN, desde el inicio de la señal en junio de 1993 hasta 1999. Premio Broadcasting «Mejor labor periodística» 1993 en televisión de cable.

### Periodismo gráfico
- Corresponsal sudamericana de la revista española Cambio 16 (1978-1998)
- Corresponsal del diario brasileño O Globo, cobertura especial del Juicio a las Juntas Militares de Argentina (1986-1987)
- Columnista de Rumbos, revista dominical de La Voz del Interior (Córdoba) y cuarenta diarios del interior de Argentina (2002-2005)
- Corresponsal de la revista portuguesa Visão de Portugal
- Corresponsal en Portugal de la revista Cambio 16 (1978-80)
- Corresponsal en Portugal del diario Correo Catalán (1978-80)
- Corresponsal de la agencia española Pyresa (1977-79)
- Escribió artículos en el diario O Estado de S. Paulo (Brasil) y las revistas Veja (Brasil), Visão (Portugal), Cojornal (Portugal)
- Fundó y dirigió la revista Mujeres & Compañía (1995-1996)
- Columnista del diario Clarín (1998-2006)

Desde su regreso a la Argentina, sus artículos de opinión han sido publicados en los principales diarios y revistas del país.

## Premios
- 1994: Premio ATVC al «Mejor Programa periodístico». Programa Temas & Debates.
- 1996: Premio Broadcasting al «Mejor programa periodístico de opinión». Programa Temas & Debates.
- 1997: Premio Atrevida.
- 1997: Premio Margarita de Ponce, otorgado por la Unión de Mujeres de la Argentina.
- 2000: Nominación al Premio Martín Fierro a la «Mejor conducción periodística». Programa Tierra de periodistas.
- 2011: Premio Pluma de Honor de la Academia Nacional de Periodismo.[8]

## Obras
- ¿Algún cordobés?. Editorial del Boulevard, 2005.
- La gran pantalla. Editorial Sudamericana, 2000.
- El harén: árabes, poder y política en Argentina. Editorial Sudamericana, 1998.
- Catamarca. Editorial Planeta 1991.

Coautora de: 
- Los treinta años del golpe. Editorial Homo Sapiens, 2006 (coautora).
- La política en consignas. Editorial Homo Sapiens, 2002 (coautora).